# Kirsten Kasper
Kirsten Kasper (Ottawa, 31 de agosto de 1991) es una deportista estadounidense que compite en triatlón. Ganó tres medallas en el Campeonato Mundial de Triatlón por Relevos Mixtos entre los años 2016 y 2018.

## Palmarés internacional
| Campeonato Mundial por Relevos Mixtos | Campeonato Mundial por Relevos Mixtos | Campeonato Mundial por Relevos Mixtos | Campeonato Mundial por Relevos Mixtos |
| Año                                   | Lugar                                 | Medalla                               | Prueba                                |
| ------------------------------------- | ------------------------------------- | ------------------------------------- | ------------------------------------- |
| 2016                                  | Hamburgo (Alemania)                   | Medalla de oro                        | Relevo mixto                          |
| 2017                                  | Hamburgo (Alemania)                   | Medalla de plata                      | Relevo mixto                          |
| 2018                                  | Hamburgo (Alemania)                   | Medalla de bronce                     | Relevo mixto                          |